# 神戸市立塩屋北小学校
神戸市立塩屋北小学校（こうべしりつ しおやきたしょうがっこう）は、兵庫県神戸市垂水区塩屋北町4丁目に所在する公立小学校。

## 沿革
- 1980年（昭和55年）4月1日 - 神戸市立塩屋小学校より分離開校。

## 通学区域
神戸市垂水区
- 朝谷町、塩屋北町1 - 4丁目、塩屋台1 - 3丁目、下畑町[2]、塩屋町梅木谷[3]

※卒業後は基本的に神戸市立塩屋中学校に進学する。

## 交通
- 山陽バス 24・30系統「塩屋北小学校」より

## 通学区域が隣接している学校
- 神戸市立塩屋小学校
- 神戸市立下畑台小学校
- 神戸市立北須磨小学校
- 神戸市立西須磨小学校